# Sântămăria-Orlea
Sântămăria-Orlea é uma comuna romena localizada no distrito de Hunedoara, na região histórica da Transilvânia. A comuna possui uma área de 67.80 km² e sua população era de 3346 habitantes segundo o censo de 2007.